# 롤란다스 팍사스
롤란다스 팍사스(리투아니아어: Rolandas Paksas, 1956년 6월 10일 ~ )는 리투아니아의 정치인이다. 2003년부터 대통령으로 재임하던 도중, 2004년 부패 스캔들로 탄핵 당하여 퇴임하였다.

## 생애
롤란다스 팍사스는 사모기티아(제마이티야) 지방에서 태어났다. 빌뉴스의 기술 대학을 졸업하였으며, 레닌그라드(현 러시아 상트페테르부르크)에서 비행사 훈련을 받았다. 그 후 곡예비행사로 활동하여 소련 대회에서 우승하기도 하였다.

## 정치 활동
소련 시절 리투아니아 공산당 당원이었으며, 소련 붕괴 후 공산당이 개편된 민주노동당에서 활동했다. 그 후 보수주의 정당 연합인 조국동맹으로 옮겼으며, 1997년 빌뉴스 시장이 되었다. 시장으로 재직하면서 소련 시절 제대로 관리되지 않았던 빌뉴스의 구 시가지 복원 사업을 추진하여 큰 호평을 받았다. 1999년 5월, 새 내각의 총리로 지명되었다. 그러나 석유 회사 인수 문제로 분쟁이 일어나자 5개여월 만에 사임하였으며, 조국동맹을 탈당하여 자유연맹으로 옮겼다. 2000년 4월 다시 빌뉴스 시장이 되었고, 10월 새 내각의 총리가 되었다가 그 이듬해 6월 사임했다.
2002년 자유주의와 보수주의 정당을 개편하여 질서와 정의라는 정당을 창당하여 그 대표가 되었다. 그 해 12월 대통령 선거에 출마, 1차 투표에서 발다스 아담쿠스 대통령보다 적은 표를 얻었으나, 그 이듬해 1월 치러진 2차 투표에서 54%의 득표율을 보이며, 45%를 얻은 아담쿠스를 제치고 대통령에 당선되었다. 그러나 그는 이미 선거 운동 과정에서부터 러시아 마피아와 관련이 있다는 의혹을 받았다. 그는 러시아의 항공 사업 관계자였던 유리 보리소프에게 정치 자금을 받았으며, 이에 마피아가 크게 연관되어 있다는 사실이 드러났다. 12월, 국회는 불법 선거자금 수수, 국가 기밀 누설, 권력 남용 등의 혐의로 탄핵 절차를 밟기 시작했고, 그 이듬해 4월 6일 탄핵이 결의되어 그는 대통령직을 상실했다. 그의 탄핵 절차 진행 당시 대한민국에서도 노무현 대통령의 탄핵안이 가결되어 절차가 진행 중이었기 때문에 대한민국에서도 큰 관심을 모은 바 있다. 팍사스는 유럽에서 처음으로 탄핵으로 물러난 국가 원수라는 불명예를 썼다. 공직 취임은 금지당했으나, 대통령 취임으로 물러났던 질서와 정의당의 당수 직에 곧 복귀하여 현재까지 재직 중이다.

## 역대 선거 결과
| 선거명         | 직책명              | 대수 | 정당        | 1차 득표율 | 1차 득표수 | 2차 득표율 | 2차 득표수 | 결과 | 당락 |
| -------------- | ------------------- | ---- | ----------- | ---------- | ---------- | ---------- | ---------- | ---- | ---- |
| 2002-03년 선거 | 리투아니아의 대통령 | 7대  | 질서와 정의 | 19.66%     | 284,559표  | 54.71%     | 777,769표  | 1위  |      |